# ماركو كوكرين
ماركو كوكرين (بالإنجليزية: Marco Cochrane)‏ هو نحات أمريكي، ولد في 1962.

## وصلات خارجية
- الموقع الرسمي